# Буракаева, Марьям Сабирьяновна
Марьям Сабирьяновна Буракаева (баш. Мәрйәм Сабирйән ҡыҙы Бураҡаева; род. 27 марта 1943 года) — башкирская писательница. Заслуженный работник культуры РБ (1993). Член Союза писателей БАССР (1981). Председатель Всебашкирского центра национальной культуры «Аҡ тирмә» (1998—2001). Биограф башкирской мученицы Кисябики Байрясовой.

## Биография
Буракаева Марьям Сабирьяновна родилась 23 марта 1943 года (в паспорте указана дата 27 марта) в селе Исянгулово Зианчуринского района БАССР. В связи Училась в Исянгуловской средней школе.
В 1965 году окончила филологический факультет Башкирского государственного университета (ныне Уфимский университет науки и технологий). По окончании БГУ (ныне Уфимский университет науки и технологий) работала учителем башкирского языка и литературы в поселке Маячный Кумертауского района БАССР, журналистом в Комитете по телерадиовещанию, в редакциях журнала «Башкортостан кызы», газете «Совет Башкортостаны», инспектором отдела национальных школ Министерства просвещения БАССР.
В годы работы собственным корреспондентом газеты «Совет Башкортостаны» Марьям Буракаева поднимала проблемы охраны природы и защиты “бесперспективных” деревень. Благодаря её публицистическим статьям, деревня Туембет Кугарчинского района – родина народной писательницы Зайнаб Биишевой, деревня Сулейман Зианчуринского района – родина Героя Советского Союза Кутлахмета Хайбуллина, деревня Кинзябыз Куюргазинского района – родина трех Героев Советского Союза, остались в числе “перспективных”.
С 1995 года работал сотрудником Башкирского филиала Института национальных проблем образования Министерства образования РФ, с 2004 года — в газете «Киске Уфа».
Писать Марьям Сабирьяновна начала во время учёбы в университете. Первой её изданной в 1975 году книгой была «Һүнмәҫ нурҙар» («Неугасимые лучи»).
Буракаева Марьям Сабирьяновна — автор повестей «Шишмә» (1980; «Родник»), «Йәнтөйәк» (1989; «Отчий дом»), «Һылыуҡай» (1985; «Сестричка»), «Легенды об Ильментау».
Принимала участие в создании учебников «Тормош һабаҡтары» (1994, 1999; «Уроки жизни») для школы. Имеет патент Патент № RU 2164071 на «Способ получения кисломолочного напитка» из ржаной и овсяной муки, воды, кумысной закваски, сахара или меда, говяжьего жира, барсучьего жира и сливочного масла.
Семья: муж, ученый-геолог Диккат Насретдинович Буракаев, дочери ― Зухра Буракаева — сценарист, писатель, драматург, переводчик; Гюльнур Буракаева; Гульназ Буракаева; Тансулпан Буракаева. Сын ― Ильгизар Буракаев ― писатель.

## Награды и звания
Заслуженный работник культуры БАССР.
Премия им. Рами Гарипова
Премия им. З.Биишевой (2002)

## Произведения
- Бураҡаева М. С. Һүнмәҫ нурҙар /М. С. Бураҡаева — Өфө, Китап, 1975.
- Бураҡаева М. С. Шишмә/М. С. Бураҡаева — Өфө, Китап, 1980.
- Бураҡаева М. С. Һылыуҡай М. С. Бураҡаева — Өфө, Китап, 1985.
- Бураҡаева М. С. Родник/М. С. Бураҡаева — Өфө, Китап, 1987.
- Бураҡаева М. С. Көҙгө ысыҡ/М. С. Бураҡаева. — Өфө, Китап, 1991.
- Бураҡаева М. С. Аҡ балыҡ/М. С. Бураҡаева. — Өфө, Китап, 1993.
- Бураҡаева М. С. Аҫылташтар бәйгеһе/М. С. Бураҡаева. — Өфө, Китап, 1995.
- Бураҡаева М. С. Арғымаҡ/М. С. Бураҡаева. — Өфө, Китап, 2005.
- Бураҡаева М. С. Йәнтөйәк/М. С. Бураҡаева. — Өфө, Китап
- Бураҡаева М. С. Мне снятся песни/М. С. Бураҡаева. — Өфө, Китап